# Uma Thurman
Uma Karuna Thurman (Boston, 29 aprile 1970) è un'attrice statunitense, candidata all'Oscar per la miglior attrice non protagonista nel 1995.
È particolarmente nota per l'interpretazione di Mia Wallace nel cult di Quentin Tarantino Pulp Fiction, per la quale ha ricevuto la candidatura al Premio Oscar 1995 come miglior attrice non protagonista, oltre a nomination ai Golden Globe, Premi BAFTA, David di Donatello e Screen Actors Guild Award. Ha lavorato con Tarantino anche in Kill Bill, suddiviso in Kill Bill: Volume 1, del 2003, e Kill Bill: Volume 2 del 2004, film che le hanno fatto ottenere una nomination ai BAFTA come miglior attrice protagonista e due nomination ai Golden Globe come miglior attrice in un film drammatico. Per Gli occhi della vita ha vinto nel 2003 il Golden Globe come miglior attrice in una mini-serie o film tv.

## Biografia
Uma Thurman è nata a Boston da Robert Thurman (uno dei massimi esperti mondiali di buddismo, autore e traduttore di numerosi libri sul buddhismo tibetano), e da Nena von Schlebrügge, psicoterapeuta ed ex modella tedesca, figlia del barone Friedrich Karl Johannes von Schlebrügge (1886-1954), colonnello dell'aviazione tedesca durante la prima guerra mondiale e della modella svedese, Birgit Holmquist (1911-1973). Il suo secondo nome, Karuna, significa "compassione", "misericordia" nel buddhismo mahāyāna. Ha tre fratelli, Dechen, Ganden e Mipam, e una sorellastra di nome Taya, nata dal precedente matrimonio del padre. Un suo lontano cugino, inoltre, è il calciatore svedese Max von Schlebrügge.
Durante gli anni della scuola media era spesso emarginata dai coetanei, che la deridevano per il suo carattere anticonformista e la sua fantasia spesso non apprezzata. Ha frequentato la Professional Children's School di New York, ma all'età di 15 anni, nel 1985, dopo aver partecipato a una recita scolastica, in cui interpretava un fantasma, decide di intraprendere la carriera di attrice e abbandona i banchi di scuola, facendosi ingaggiare come modella dall'agenzia di moda Click Model Management.

### Esordio
Il suo esordio avviene nel 1987 nel film, rivelatosi poi un flop, Laura. Il successo arriva l'anno successivo con il film La grande promessa e con Le relazioni pericolose di Stephen Frears, girato insieme a John Malkovich, Glenn Close e Michelle Pfeiffer ed un giovanissimo Keanu Reeves. La consacrazione avviene con Le avventure del barone di Munchausen, diretto da Terry Gilliam, film nel quale interpreta Venere. Particolarmente nota è la scena della sua uscita dalla conchiglia.

### Anni novanta

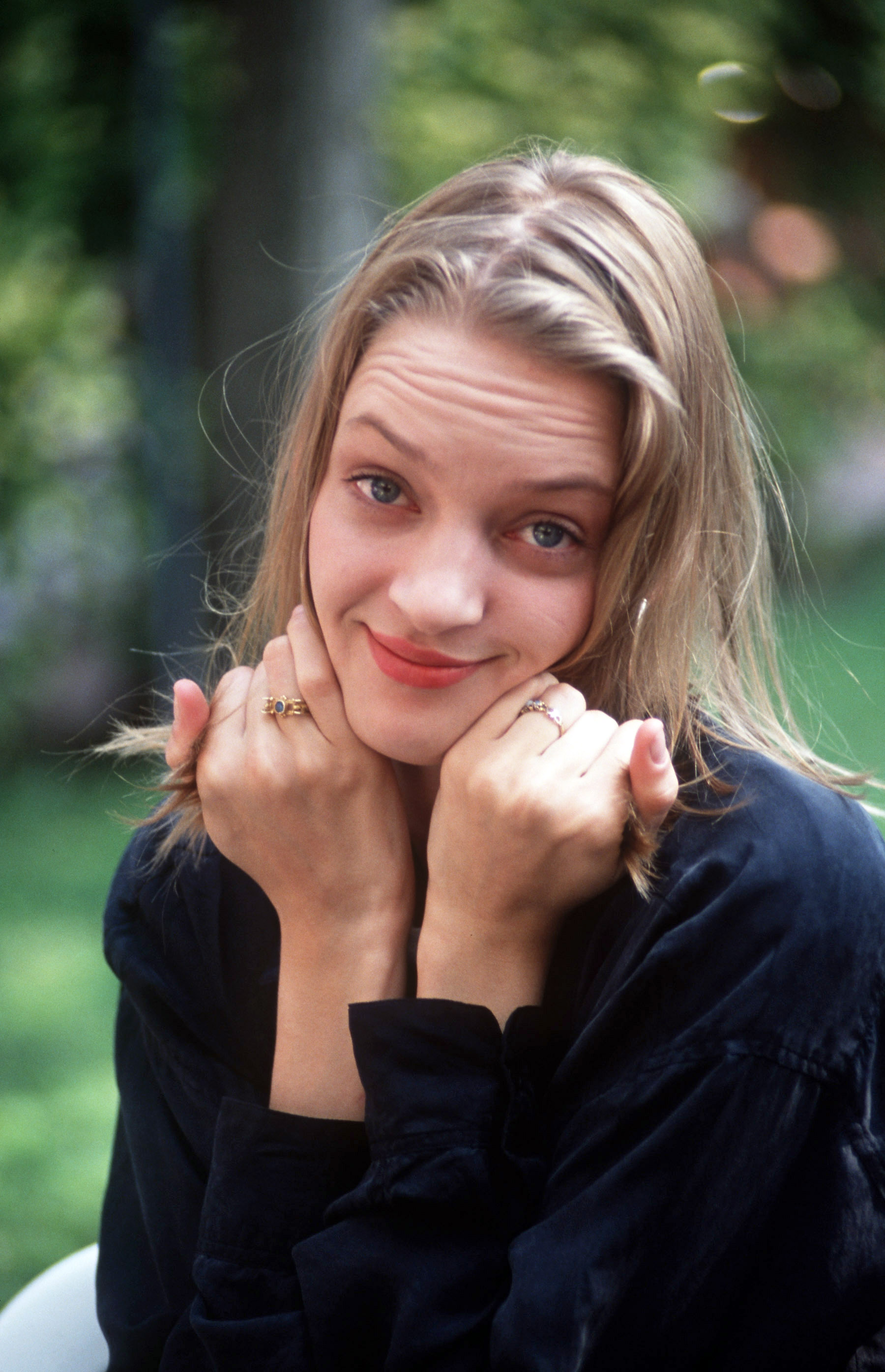
Uma Thurman alla 51ª Mostra internazionale d'arte cinematografica di Venezia (1994)

Nel corso dei primi anni novanta l'attrice si cimenterà in ruoli drammatici: è la sensuale moglie lesbica di Henry Miller nel cupo Henry & June, di Philip Kaufman, con Maria de Medeiros e Fred Ward, la ragazza contesa da Robert De Niro e Bill Murray ne Lo sbirro, il boss e la bionda, l'ombrosa e cieca protagonista de Gli occhi del delitto, con Andy García, l'ambigua sorella di Kim Basinger in Analisi finale. Sarà anche un'originale e spavalda Lady Marian nel film Robin Hood - La leggenda, del 1991, battuto al botteghino dal kolossal Robin Hood - Principe dei ladri con Kevin Costner, uscito lo stesso anno.
La sua carriera prosegue al fianco di Gus Van Sant, che la sceglie come protagonista per il surreale e nostalgico Cowgirl - Il nuovo sesso, pellicola tratta da un celebre romanzo di Tom Robbins. Il film, nonostante l'originalità e la scelta degli attori, si rivelò un disastro al festival di Venezia del 1993 e venne riproposto da Van Sant l'anno successivo, rimontato e con una dedica a River Phoenix, morto tragicamente nel frattempo.
Nel 1994 ottiene il ruolo che vale la carriera, interpretando la viziata e sexy Mia Wallace nel film cult Pulp Fiction di Quentin Tarantino, ruolo che le frutta la nomination al premio Oscar come miglior attrice non protagonista, la nomination al Golden Globe e la vittoria all'MTV Movie Awards. Nella seconda metà degli anni '90 si cimenta in ruoli più coloriti: nel 1997 è la villain Poison Ivy, nel film Batman & Robin di Joel Schumacher (che la definisce una delle donne più belle del mondo) accanto a George Clooney, Chris O'Donnell, Alicia Silverstone e Arnold Schwarzenegger ed è la scienziata innamorata di Ethan Hawke in Gattaca - La porta dell'universo.
È poi un'intensa Fantine nel settimo adattamento cinematografico de I miserabili, una pettegola e pericolosa giornalista in Un mese al lago, accanto a Vanessa Redgrave e Alessandro Gassmann e l'agente segreto di The Avengers - Agenti speciali con Ralph Fiennes e Sean Connery, film che però riceve dure critiche e si rivelerà un disastro al botteghino. Nel 1999 Woody Allen la sceglie per interpretare una sensibile ma infedele giornalista nel film Accordi e disaccordi, che la vede accanto a Sean Penn. Il film è un fiasco di pubblico ma un ottimo successo di critica.

### Anni duemila

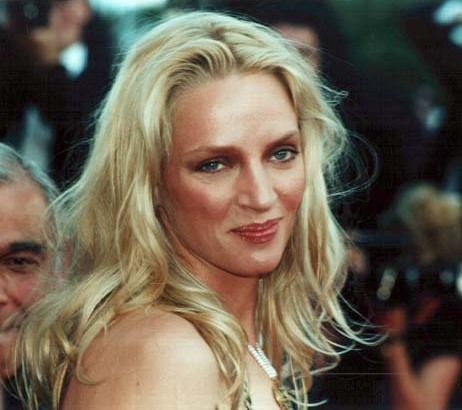
Uma Thurman a Cannes nel 2000

Nel 2001 si concede una parentesi nel cinema indipendente, lavorando prima con Ethan Hawke, all'epoca suo marito, in Chelsea Walls e poi con Richard Linklater in Tape. Ritorna al cinema commerciale con James Ivory, che la dirige nel dramma sociale The Golden Bowl, accanto a Nick Nolte. Nel 2002 si aggiudica il Golden Globe alla migliore attrice in una mini-serie o film per la televisione con Gli occhi della vita, diretto da Mira Nair.
Con Tarantino, del quale è grande amica e, a detta dello stesso, musa ispiratrice, realizza un nuovo film nel 2003, Kill Bill. I due raccontano che mentre giravano le scene di Pulp Fiction, nel 1994, parlavano spesso tra di loro della sceneggiatura di questo film; si trovarono perfino a parlare del carattere che avrebbe dovuto avere The Bride, la sposa protagonista della pellicola, mentre erano seduti sul tavolo del drive-in anni cinquanta, in cui l'attrice e John Travolta, recitando i rispettivi ruoli, ballano scimmiottando i passi resi famosi in tutto il mondo da La febbre del sabato sera. Tarantino aveva pensato al personaggio della sposa proprio sul carattere e l'aspetto di Uma. L'improvvisa gravidanza dell'attrice spinge Tarantino a valutare la possibilità di rifare il casting, per poi rassegnarsi e posticipare le riprese, motivando la sua scelta con note di apprezzamento totale verso la sua attrice prediletta, per lui insostituibile.
Prima dell'uscita cinematografica di Kill Bill: Volume 2, nel 2004, lavora con John Woo, nel pieno della sua attività hollywoodiana, che le offre il ruolo di agguerrita spalla per Ben Affleck nell'iperbolico Paycheck. Dopo il grande successo di Kill Bill, affiancherà nuovamente John Travolta in Be Cool, di F. Gary Gray, per poi dare una svolta alla sua carriera concentrandosi sulla commedia. Duetta così con Meryl Streep in Prime, di Ben Younger e affianca Nathan Lane e Matthew Broderick nella coloratissima commedia musicale The Producers - Una gaia commedia neonazista di Susan Stroman, da un soggetto di Mel Brooks, già portato sullo schermo da quest'ultimo con Per favore, non toccate le vecchiette. Interpreta poi una supereroina in La mia super ex-ragazza di Ivan Reitman nel 2006.
Con Un marito di troppo di Griffin Dunne e Motherhood - Il bello di essere mamma, prosegue la sua carriera nella commedia. Nel 2004 ha prestato la voce ad un personaggio dell'anime di Hayao Miyazaki Nausicaä della Valle del vento (1984) nel doppiaggio curato dalla Disney. Dal 2008 è impegnata anche in ambito pubblicitario: Lo stesso anno interpreta vari spot per Mediaset Premium, accanto a Hugh Laurie e Zlatan Ibrahimović. È testimonial dello slogan promozionale intitolato Mission Zero, diretto da Kathryn Bigelow. Nel 2010 è la testimonial dello spot Alfa Romeo Giulietta e nel 2011 è testimonial della Schweppes. Ad ottobre 2009 compare sulla copertina di W, fotografata da Steven Klein.

### Anni duemiladieci

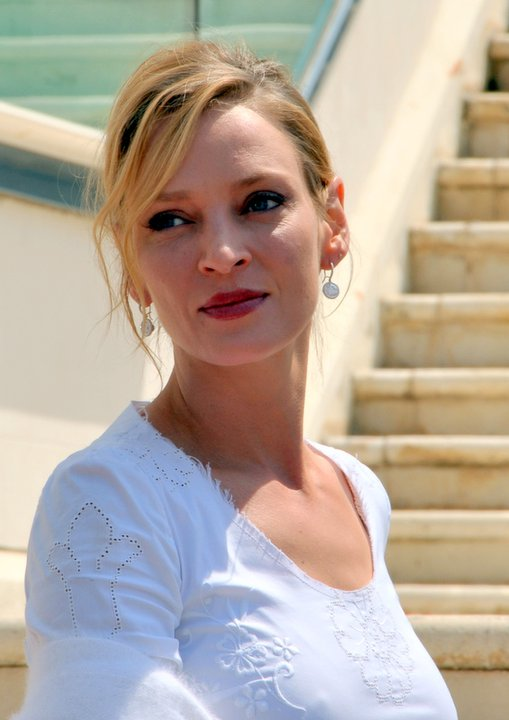
Uma Thurman al Festival di Cannes 2011

Nel 2010 lavora con Chris Columbus nel film Percy Jackson e gli dei dell'Olimpo - Il ladro di fulmini, interpretando una versione modernizzata della gorgone Medusa. L'anno successivo fa parte della giuria del Festival di Cannes 2011. Nel 2012 partecipa a Bel Ami - Storia di un seduttore, con Robert Pattinson, ed è scelta da Gabriele Muccino per la commedia romantica Quello che so sull'amore. Nel 2013 entra nel cast di Nymphomaniac di Lars von Trier, mentre nel 2015 è protagonista del calendario Campari. Nell'agosto dello stesso anno è stato annunciato il suo ruolo da protagonista della commedia The Brits Are Coming al fianco di Tim Roth.
Nel 2017 è tra le protagoniste del Calendario Pirelli, insieme ad altre star del cinema come Penélope Cruz, Kate Winslet. Nello stesso anno presiede la giuria della sezione Un Certain Regard al Festival di Cannes. Nel 2019 è ospite, a Roma, alla 64ª edizione dei David di Donatello e, durante la cerimonia, le viene consegnato il David speciale alla carriera. 

### Anni duemilaventi
Nel 2022 è nel cast della serie thriller di Apple TV+ Suspicion. Nello stesso anno, ha impersonato Arianna Huffington, la co-fondatrice dell'Huffington Post, nella serie Super Pumped di Showtime. 
Nel 2025 è nel cast principale della serie Dexter: Resurrection.

## Vita privata
Thurman è stata sposata con Gary Oldman dal 1990 al 1992. Nel 1998 ha sposato Ethan Hawke, da cui ha avuto due figli: Maya (1998), anche lei, come i genitori, diventata attrice, e Levon Roan (2002). La coppia ha divorziato nel 2005.
Dal 2007 al 2009 e successivamente dal 2011 al 2014 è stata legata al finanziere francese Arpad Busson, da cui ha avuto una figlia, Luna, nata il 15 luglio 2012.
Tra le sue relazioni più note, quelle con gli attori Timothy Hutton e John Cusack.
Dagli inizi del 2021 è legata sentimentalmente a Justin B. Smith, Ceo di Bloomberg Multimedia Group.
Thurman sostiene i diritti gay ed è favorevole al matrimonio tra persone dello stesso sesso, infatti nel 2011 è portavoce della Human Rights Campaign.
Nel 2015 Thurman ha partecipato ad una operazione che mirava al salvataggio di alcuni esemplari di rinoceronti in pericolo d'estinzione. Nel 2019 ha fatto da moderatrice in un gala di beneficenza per la salvaguardia degli oceani, organizzato dal principe Alberto II di Monaco. In più Thurman sostiene la Sea Shepherd, un'organizzazione con lo scopo di proteggere l'ecosistema marino.

### Caso Harvey Weinstein
Nel 2018 Uma Thurman disse pubblicamente di essere stata una delle attrici molestate dal produttore Harvey Weinstein. Affermò inoltre che Weinstein l'avrebbe costretta a girare una scena pericolosa in Kill Bill con un'auto scassata che andò a sbattere contro un albero, accusando poi anche Quentin Tarantino per l'accaduto. Thurman poi rettificò sul suo profilo Instagram dicendo che Tarantino non aveva colpe e che fu coraggioso nell'andare a trovare le riprese, sostenendo anche di essere fiera di lui. Il regista ammise di essere molto rammaricato per l'accaduto, affermando che quello è il suo più grande rimorso. Weinstein prontamente disse di voler querelare Uma Thurman.

## Filmografia

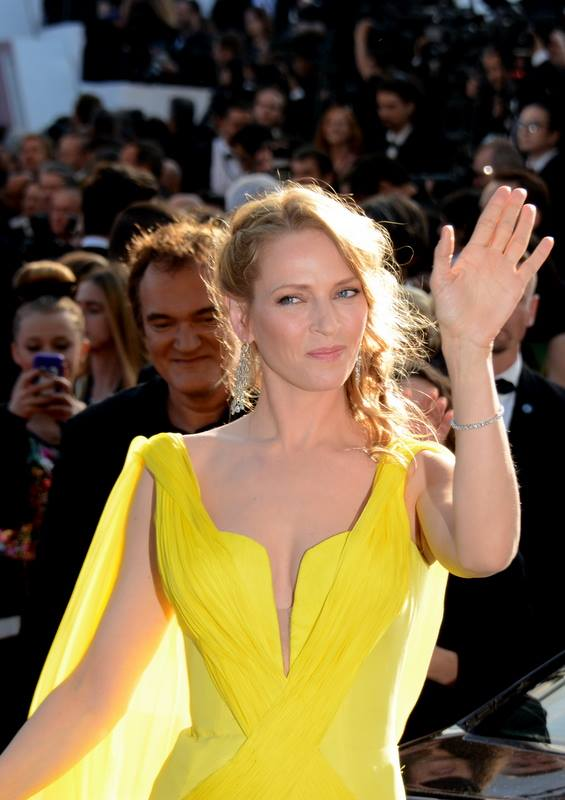
Uma Thurman nel 2014

### Attrice

#### Cinema
- Laura (Kiss Daddy Goodnight), regia di Peter Ily Huemer (1987)
- La grande promessa (Johnny Be Good), regia di Bud S. Smith (1988)
- Le relazioni pericolose (Dangerous Liaisons), regia di Stephen Frears (1988)
- Le avventure del barone di Munchausen (The Adventures of Baron Munchausen), regia di Terry Gilliam (1988)
- Dalla parte del cuore (Where the Heart Is), regia di John Boorman (1990)
- Henry & June, regia di Philip Kaufman (1990)
- Robin Hood - La leggenda (Robin Hood), regia di John Irvin (1991)
- Analisi finale (Final Analysis), regia di Phil Joanou (1992)
- Gli occhi del delitto (Jennifer Eight), regia di Bruce Robinson (1992)
- Lo sbirro, il boss e la bionda (Mad Dog and Glory), regia di John McNaughton (1993)
- Cowgirl - Il nuovo sesso (Even Cowgirls Get the Blues), regia di Gus Van Sant (1993)
- Pulp Fiction, regia di Quentin Tarantino (1994)
- Un mese al lago (A Month by the Lake), regia di John Irvin (1995)
- Beautiful Girls, regia di Ted Demme (1996)
- Un uomo in prestito (The Truth About Cats & Dogs), regia di Michael Lehmann (1996)
- Batman & Robin, regia di Joel Schumacher (1997)
- Gattaca - La porta dell'universo (Gattaca), regia di Andrew Niccol (1997)
- I miserabili (Les Misérables), regia di Bille August (1998)
- The Avengers - Agenti speciali (The Avengers), regia di Jeremiah S. Chechik (1998)
- Accordi e disaccordi (Sweet and Lowdown), regia di Woody Allen (1999)
- Vatel, regia di Roland Joffé (2000)
- The Golden Bowl, regia di James Ivory (2000)
- Tape, regia di Richard Linklater (2001)
- Chelsea Walls, regia di Ethan Hawke (2001)
- American Psyco 2, regia di Morgan J. Freeman (2002)
- Kill Bill: Volume 1, regia di Quentin Tarantino (2003)
- Paycheck, regia di John Woo (2003)
- Kill Bill: Volume 2, regia di Quentin Tarantino (2004)
- Be Cool, regia di F. Gary Gray (2005)
- Prime, regia di Ben Younger (2005)
- The Producers - Una gaia commedia neonazista (The Producers), regia di Susan Stroman (2005)
- La mia super ex-ragazza (My Super Ex-Girlfriend), regia di Ivan Reitman (2006)
- Davanti agli occhi (The Life Before Her Eyes), regia di Vadim Perelman (2007)
- Un marito di troppo (The Accidental Husband), regia di Griffin Dunne (2008)
- Motherhood - Il bello di essere mamma (Motherhood), regia di Katherine Dieckmann (2009)
- Percy Jackson e gli dei dell'Olimpo - Il ladro di fulmini (Percy Jackson & the Olympians: The Lightning Thief), regia di Chris Columbus (2010)
- Ceremony, regia di Max Winkler (2010)
- Bel Ami - Storia di un seduttore (Bel Ami), regia di Declan Donnellan e Nick Ormerod (2012)
- Quello che so sull'amore (Playing for Keeps), regia di Gabriele Muccino (2012)
- Comic Movie (Movie 43), registi vari (2013)
- Nymphomaniac, regia di Lars von Trier (2013)
- Il sapore del successo (Burnt), regia di John Wells (2015)
- Dark Hall (Down a Dark Hall), regia di Rodrigo Cortés (2018)
- La casa di Jack (The House That Jack Built), regia di Lars von Trier (2018)
- The Brits Are Coming - La truffa è servita (The Con Is On), regia di James Oakley (2018)
- Nonno questa volta è guerra (The War with Grandpa), regia di Tim Hill (2020)
- Hollywood Stargirl, regia di Julia Hart (2022)
- Rosso, bianco & sangue blu (Red, White & Royal Blue), regia di Matthew Lopez (2023)
- La stanza degli omicidi (The Kill Room), regia di Nicol Paone (2023)
- Oh, Canada - I tradimenti (Oh, Canada), regia di Paul Schrader (2024)
- The Old Guard 2, regia di Victoria Mahoney (2025)

#### Televisione
- Duke of Groove, regia di Griffin Dunne – cortometraggio (1996)
- Gli occhi della vita (Hysterical Blindness), regia di Mira Nair – film TV (2002)
- Unscripted – serie TV, episodio 1x09 (2005)
- My Zinc Bed - Ossessione d'amore (My Zinc Bed), regia di Anthony Page – film TV (2008)
- A Muppets Christmas: Letters to Santa, regia di Kirk R. Thatcher – film TV (2008)
- Smash – serie TV, 5 episodi (2012)
- The Slap – serie TV, 6 episodi (2015)
- Imposters – serie TV, 6 episodi (2017-2018)
- Chambers – serie TV, 10 episodi (2019)
- Suspicion – serie TV, 6 episodi (2022)
- Dexter: Resurrection – serie TV (2025)

### Produttrice
- Gli occhi della vita (Hysterical Blindness), regia di Mira Nair – film TV (2002)
- Un marito di troppo (The Accidental Husband), regia di Griffin Dunne (2008)

## Spot televisivi
- Mission Zero, regia di Kathryn Bigelow – cortometraggio pubblicitario (2007)
- Mediaset Premium (2008)
- Givenchy (2009) - profumo Ange ou Demon Le Secret
- Alfa Romeo (2010) - Alfa Romeo Giulietta
- Schweppes (2011)

## Teatro
- Il misantropo, di Molière, regia di Barry Edelstein. Classic Stage Company dell'Off Broadway (1998)
- The Parisian Woman, di Beau Willimon, regia di Pam MacKinnon. Hudson Theatre di Broadway (2017)

## Riconoscimenti
- Premio Oscar
  - 1995 – Candidatura alla miglior attrice non protagonista per Pulp Fiction

- Golden Globe
  - 1995 – Candidatura alla miglior attrice non protagonista per Pulp Fiction
  - 2002 – Miglior attrice in una mini-serie o film TV per Gli occhi della vita
  - 2004 – Candidatura alla migliore attrice in un film drammatico per Kill Bill: Volume 1
  - 2005 – Candidatura alla migliore attrice in un film drammatico per Kill Bill: Volume 2

- BAFTA
  - 1995 – Candidatura alla migliore attrice in Pulp Fiction
  - 2004 – Candidatura alla migliore attrice protagonista in Kill Bill: Volume 1

- Boston Film Festival
  - 2009 – Premio del Festival come migliore attrice protagonista in Motherhood - Il bello di essere mamma

- David di Donatello
  - 1995 – Candidatura alla miglior attrice straniera per Pulp Fiction
  - 2019 – David speciale

- Empire Award
  - 2004 – Empire Award come migliore attrice protagonista in Kill Bill: Volume 1
  - 2005 – Candidatura all'Empire Award come migliore attrice protagonista in Kill Bill: Volume 2

- Festival del film poliziesco di Cognac
  - 1993 – Premio della giuria per la migliore attrice in Gli occhi del delitto

- Independent Spirit Award
  - 2002 – Candidatura all'Independent Spirit Award come migliore attrice non protagonista in Tape

- MTV Movie Awards
  - 1994 – Migliore sequenza di danza per Pulp Fiction
  - 2003 – Migliore attrice protagonista per Kill Bill: Volume 1
  - 2003 – Candidatura al migliore combattimento in Kill Bill: Volume 1
  - 2004 – Migliore combattimento per Kill Bill: Volume 2

- Premio Emmy
  - 2012 – Candidatura alla migliore guest star in una serie drammatica per Smash

- Satellite Award
  - 2004 – Candidatura al Satellite Award per la migliore sceneggiatura originale in Kill Bill: Volume 1
  - 2005 – Candidatura al Satellite Award come migliore attrice in un film drammatico in Kill Bill: Volume 2

- Saturn Award
  - 2004 – Saturn Award alla migliore attrice protagonista in Kill Bill: Volume 1
  - 2005 – Candidatura al Saturn Award come migliore attrice in Kill Bill: Volume 2

- Screen Actors Guild Award
  - 1995 – Candidatura alla migliore attrice per Pulp Fiction
  - 2003 – Candidatura alla migliore attrice in una miniserie o film per la televisione in Gli occhi della vita

## Doppiatrici italiane
Nelle versioni in italiano delle opere in cui ha recitato, Uma Thurman è stata doppiata da:
- Chiara Colizzi ne Gli occhi della vita, Kill Bill: Volume 1, Kill Bill: Volume 2, Be Cool, Prime, The Producers - Una gaia commedia neonazista, La mia super ex-ragazza, Un marito di troppo, Motherhood - Il bello di essere mamma, Percy Jackson e gli dei dell'Olimpo - Il ladro di fulmini, Bel Ami - Storia di un seduttore, Quello che so sull'amore, Smash, Nymphomaniac, The Slap, Imposters, Lo scandalo Weinstein, Chambers, Nonno questa volta è guerra, Hollywood Stargirl, Super Pumped, Suspicion, Rosso, bianco & sangue blu, La stanza degli omicidi, Oh Canada - I tradimenti, The Old Guard 2, Dexter: Resurrection
- Emanuela Rossi ne Le avventure del Barone di Munchausen, Lo sbirro, il boss e la bionda, Un mese al lago, Beautiful Girls, Gattaca - La porta dell'universo, The Golden Bowl, My Zinc Bed - Ossessioni d'amore, Dark Hall, La casa di Jack
- Loredana Nicosia in Henry & June, Analisi finale, Pulp Fiction
- Alessandra Korompay in Un uomo in prestito, I miserabili, Love, Marilyn - I diari segreti
- Francesca Fiorentini ne Gli occhi del delitto, Paycheck
- Roberta Greganti in Batman & Robin, The Avengers - Agenti speciali
- Roberta Pellini in Comic Movie, Il sapore del successo
- Maura Cenciarelli in Laura
- Silvia Tognoloni ne La grande promessa
- Cinzia De Carolis in Robin Hood - La leggenda
- Ilaria Stagni in Cowgirl - Il nuovo sesso
- Cristiana Lionello in Accordi e disaccordi
- Michela Alborghetti in Vatel
- Cristina Poccardi in Unscripted
- Alessandra Barzaghi in Davanti agli occhi
- Irene Di Valmo in Ceremony
- Claudia Catani in The Brits Are Coming - La truffa è servita